# Corimbion caliginosum
Corimbion caliginosum är en skalbaggsart som beskrevs av Martins 1970. Corimbion caliginosum ingår i släktet Corimbion och familjen långhorningar.
Artens utbredningsområde är Venezuela. Inga underarter finns listade i Catalogue of Life.